# Victoriopisa australiensis
Victoriopisa australiensis is een vlokreeftensoort uit de familie van de Eriopisidae. De wetenschappelijke naam van de soort is voor het eerst geldig gepubliceerd in 1923 door Charles Chilton.